# 米娜·克什瓦·卡马尔
米娜·克什瓦·卡马尔（普什图语/波斯語：‎；1956年2月27日—1987年2月4日），世称米娜（Meena），是阿富汗革命政治活动家、女权主义者、妇女权利活动家和阿富汗妇女革命协会创始人，1987年被暗杀。  

## 生平
1977年，作为喀布尔大学学生， 她创立了阿富汗妇女革命协会，以促进妇女平等和教育，并继续“给阿富汗被剥夺被压制的妇女以声音”。即使在四月革命之后，阿富汗妇女权利的匮乏也没有大的变化。 1979年，她参与了反对阿富汗民主共和国的行动，并在学校举办聚会以动员支持者反对它。1981年，她推出了多语种女权主义杂志《妇女消息》。 她还创立了瓦丹学校（Watan Schools）来帮助难民儿童及其母亲，提供住院治疗和实践技能教学。
1981年底，法国政府邀请米娜代表阿富汗抵抗运动出席法国社会党大会。当米娜开始挥动胜利标志时，参加大会的以鲍里斯·波纳玛耶夫为首的苏联代表团，离开了大厅。
1987年2月4日，米娜在巴基斯坦奎达被暗杀。至于凶手是谁，说法各不相同，但据信是阿富汗情报机关国家信息服务部的代理人、阿富汗秘密警察或原教旨主义圣战者领导人古勒卜丁·希克马蒂亚尔。

## 个人生活
米娜嫁给了阿富汗解放组织领导人法伊兹·艾哈迈德， 他于1986年11月12日被古勒卜丁·希克马蒂亚尔的代理人谋杀。 他们有三个孩子，下落不明。

## 遗产
《时代杂志》2006年11月13日特刊将米娜列于“六十位亚洲英雄”中，并写道：“尽管她死时只有30岁，但米娜已经基于知识的力量为阿富汗妇女权利运动播下种子。”
阿富汗妇女革命协会评价她说：“米娜为她的家园和她的人民奋斗了十二年，但她有一种强烈的信念，即尽管有缺乏教育的黑暗、原教旨主义的愚昧、以及出卖原则的腐败和堕落以自由和平等之名义强迫我们妇女，终有一半人口会觉醒并踏上自由、民主和妇女权利之路。敌人正是因为米娜在我们心中创造的爱与尊敬而感到害怕。他们知道，在她的战斗中，所有自由、民主和女性的敌人都会化为灰烬。”
来自米娜的不朽格言指出：
|  | 阿富汗妇女就像睡狮，一旦醒来，就能在一切社会革命中发挥出色作用。 |

## 延伸阅读
- Meena - Heroine of Afghanistan, (2003) book by Melody Ermachild Chavis ISBN 0-312-30689-X.